# Sun Is Up
«Sun Is Up» — сингл румынской исполнительницы Inna, ставший первым синглом с её второго студийного альбома I Am the Club Rocker. Песня была написана и спродюсирована Play & Win и официально отправлена на румынские радиостанции 29 июня 2010 года. Sun Is Up стала большим хитом на родине Инны, достигнув 2 места в румынском Топ-100, став популярнее первого дебютного сингла исполнительницы Hot. Песня также достигла первого места в Болгарии, второго места во Франции, третьего места в Швейцарии и России и попала в десятку лучших в Бельгии и Нидерландах. Клип на композицию был снят в Испании, режиссёром которого стал Alex Herron. Песня была исполнена во время тура певицы INNA en Concert.

## Создание
28 июня 2010 года на официальном веб-сайте Inna появилось объявление, гласившее, что две новых песни под названием «Sun Is Up» и «Un Momento» (совместно с Juan Magan), обе написанные и спродюсированные Play & Win, выйдут вместе, как «хиты лета». Но премьера «Sun Is Up» состоялась 29 июня на радиостанции Kiss FM, а «Un Momento» была выпущена позже. 5 сентября 2010 года Inna сообщила, что «Un Momento» станет бонус-треком испанского издания дебютного альбома певицы «Hot», которое было выпущено 28 сентября 2010 года.
«Sun Is Up» был признан самым лучшим танцевальным треком 2010 года, таким образом, выиграв Eurodanceweb Award. Песня была также включена в британский сборник Now That’s What I Call Music! 79 (UK series) наряду с такими песнями, как «Mr. Saxobeat» румынской исполнительницы Александры Стан и другими 18 треками, признанными лучшими в 2011 году.